# KHDC1
KHDC1 (англ. KH domain containing 1) – білок, який кодується однойменним геном, розташованим у людей на 6-й хромосомі. Довжина поліпептидного ланцюга білка становить 237 амінокислот, а молекулярна маса — 27 160.
| 10         |  | 20         |  | 30         |  | 40         |  | 50         |
| ---------- |  | ---------- |  | ---------- |  | ---------- |  | ---------- |
| MLSAFQRLFR |  | VLFVIETVSE |  | YGVLIFIYGW |  | PFLQTLAMLL |  | IGTVSFHLWI |
| RRNRERNSRS |  | GKTRCRSKRS |  | EQSMDMGTSA |  | LSKKPWWTLP |  | QNFHAPMVFH |
| MEEDQEELIF |  | GHGDTYLRCI |  | EVHSHTLIQL |  | ESWFTATGQT |  | RVTVVGPHRA |
| RQWLLHMFCC |  | VGSQDSYHHA |  | RGLEMLERVR |  | SQPLTNDDLV |  | TSISVPPYTG |
| DLSLAPRISG |  | TVCLSVPQPS |  | PYQVIGCSGF |  | HLSSLYP    |  |            |

A: Аланін

C: Цистеїн

D: Аспарагінова кислота

E: Глутамінова кислота

F: Фенілаланін

G: Гліцин

H: Гістидин

I: Ізолейцин

K: Лізин

L: Лейцин

M: Метіонін

N: Аспарагін

P: Пролін

Q: Глутамін

R: Аргінін

S: Серин

T: Треонін

V: Валін

W: Триптофан

Задіяний у такому біологічному процесі, як альтернативний сплайсинг. 
Білок має сайт для зв'язування з РНК. 
Локалізований у мембрані.